# Piciorul cocoșului de munte

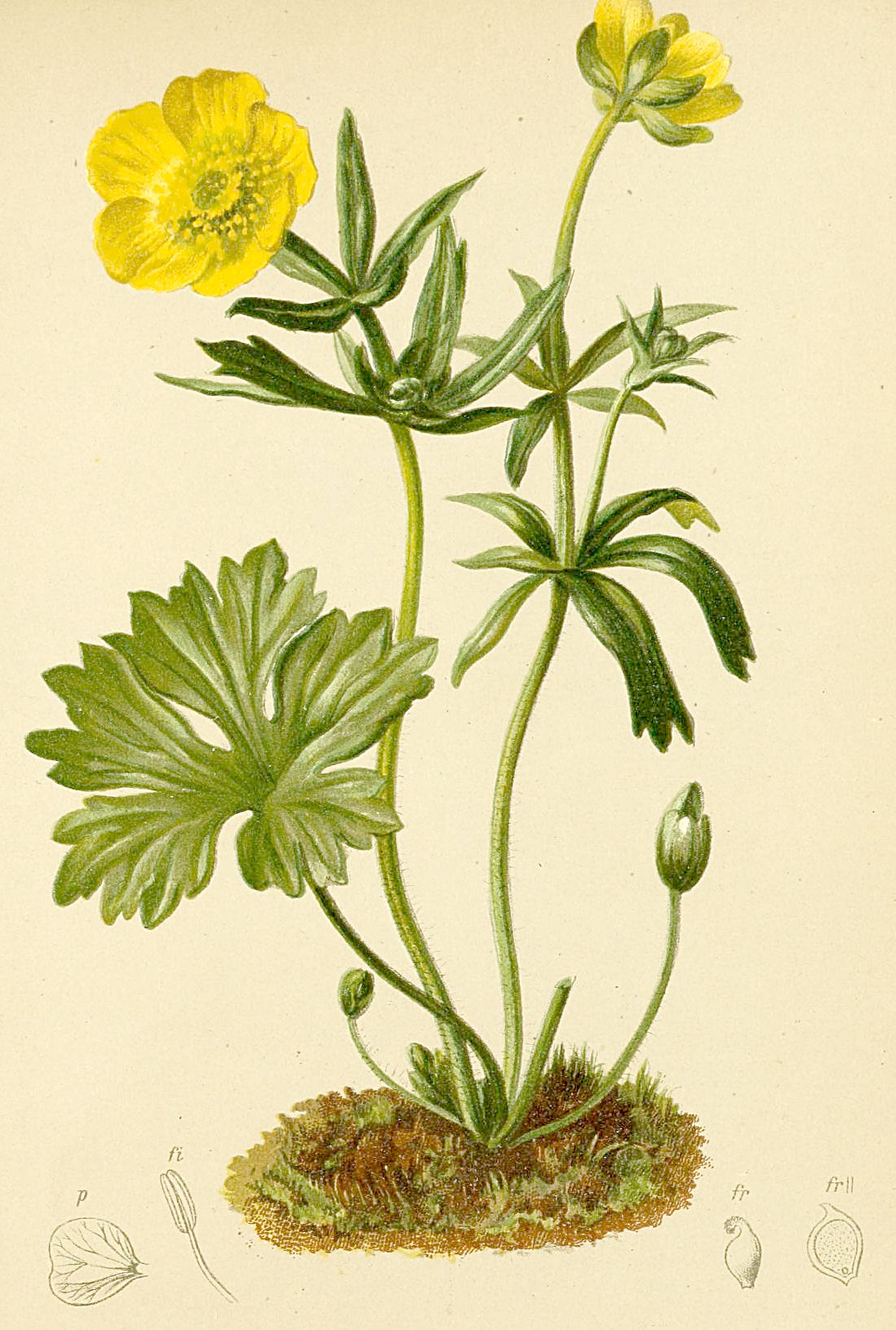
Piciorul cocoșului

Piciorul cocoșului de munte (Ranunculus  montanus Willd, 1799) este o plantă din genul Ranunculus, familia Ranunculaceae. Tulpina are maxim 150 mm, de obicei păroasă și poartă una-trei flori galbene, cu cinci petale și numeroase stamine. Înflorește în lunile mai-iulie. Frunzele sunt bazale și aproape rotunde, regulat spintecate în cinci părți adânc dințate.
În România crește prin pășunile și locurile umede din munții Carpați și Apuseni.

## Subspecii
Conform Catalogue of Life are două subspecii:
- R. m. montanus
- R. m. pseudomontanus